# San Juan (provincie van Argentinië)
San Juan is een van de 23 provincies van Argentinië, gelegen in het westen van het land. De hoofdstad is de gelijknamige stad San Juan.

## Departementen
De provincie is onderverdeeld in negentien departementen (departamentos). 

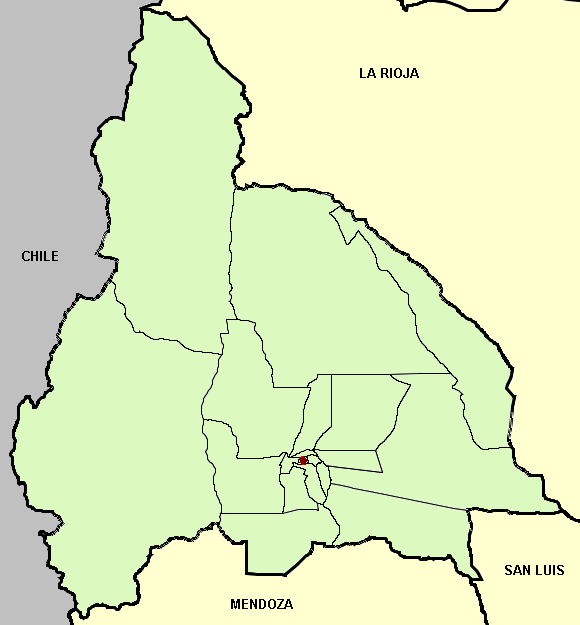
Bestuurlijke indeling van de provincie San Juan en haar hoofdstad

| Nr. | Departement | Departement         | Hoofdplaats                         | Inwoners | Oppervlakte |
| --- | ----------- | ------------------- | ----------------------------------- | -------- | ----------- |
| 1   |             | Albardón            | Villa General San Martín            | 23.888   | 915 km²     |
| 2   |             | Angaco              | Villa El Salvador                   | 8.125    | 1.865 km²   |
| 3   |             | Calingasta          | Tamberías                           | 8.588    | 22.589 km²  |
| 4   |             | Capital             | San Juan                            | 109.123  | 30 km²      |
| 5   |             | Caucete             | Caucete                             | 38.343   | 7.502 km²   |
| 6   |             | Chimbas             | Villa Paula Albarracín de Sarmiento | 87.258   | 62 km²      |
| 7   |             | Iglesia             | Rodeo                               | 9.099    | 19.801 km²  |
| 8   |             | Jáchal              | San José de Jáchal                  | 21.730   | 14.749 km²  |
| 9   |             | Nueve de Julio      | Nueve de Julio                      | 9.307    | 185 km²     |
| 10  |             | Pocito              | Villa Alberastain                   | 53.162   | 515 km²     |
| 11  |             | Rawson              | Villa Krause                        | 114.368  | 300 km²     |
| 12  |             | Rivadavia           | Rivadavia                           | 82.641   | 157 km²     |
| 13  |             | San Martín          | San Isidro                          | 11.115   | 435 km²     |
| 14  |             | Santa Lucía         | Santa Lucía                         | 48.087   | 45 km²      |
| 15  |             | Sarmiento           | Villa Media Agua                    | 22.131   | 2.782 km²   |
| 16  |             | Ullum               | Villa Ibáñez                        | 4.886    | 4.391 km²   |
| 17  |             | Valle Fértil        | Villa San Agustín                   | 7.222    | 6.419 km²   |
| 18  |             | Veinticinco de Mayo | Villa Santa Rosa                    | 17.119   | 4.519 km²   |
| 19  |             | Zonda               | Villa Basilio Nievas                | 4.863    | 4.391 km²   |

## Economie

### Wijnbouw

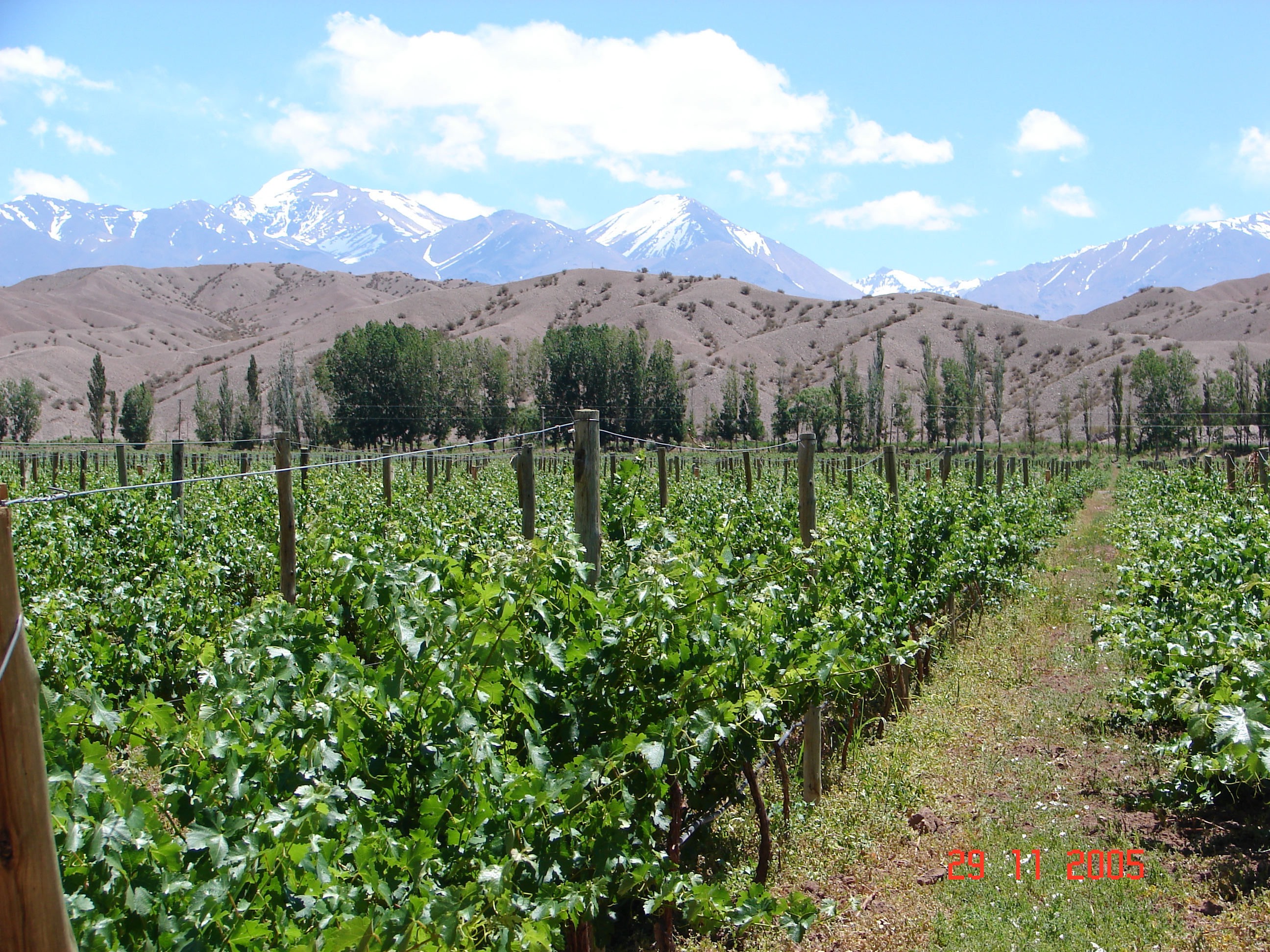
Wijngaarden in San Juan

San Juan is de tweede wijnproducerende regio van Argentinië, met een areaal van zo’n 47.000 hectare. De druiven groeien hier op een hoogte van 600 tot 1350 meter boven zeeniveau. Blauwe druivenrassen zoals Syrah, Malbec en Cabernet Sauvignon komen hier veel voor en de Chardonnay, Sauvignon Blanc en Viognier worden gebruikt voor de witte wijnen. De wijnbouw vindt plaats in vijf valleien: Tulum, Ullum, Zonda, Pedernal en Calingasta. Tulum, gelegen op 635 meter boven zeeniveau, is de meest belangrijke. Deze valleien hebben een jaarlijkse gemiddelde temperatuur van 17 °C, zeer veel uren waarop de zon schijnt en een neerslag van slechts 90 millimeter per jaar.
Vanwege de droogte is irrigatie van de landbouw- en wijnbouwgebieden noodzakelijk. Veel water komt van het stuwmeer achter de Ullumdam. Deze dam ligt in de San Juan die een deel van zijn water krijgt als de sneeuw smelt in de Andes.
Buenos Aires · Catamarca · Chaco · Chubut · Córdoba · Corrientes · Entre Ríos · Formosa · Jujuy · La Pampa · La Rioja · Mendoza · Misiones · Neuquén · Río Negro · Salta · San Juan · San Luis · Santa Cruz · Santa Fe · Santiago del Estero · Tucumán · Vuurland, Antarctica en Zuid-Atlantische eilanden
De Argentijnse hoofdstad Buenos Aires valt als federaal district buiten de provinciale indeling.